# Les Communiants
Pour plus de détails, voir Fiche technique et Distribution.
Les Communiants (Nattvardsgästerna en suédois et Winter Light en anglais) est un film écrit et réalisé par Ingmar Bergman, sorti en 1963.

## Synopsis
L'histoire raconte quelques heures dans la vie d'un pasteur d'une petite communauté suédoise, incapable de se rapprocher de celle-ci alors qu'il a perdu la foi.

## Fiche technique
- Titre français : Les Communiants
- Titre original : Nattvardsgästerna
- Réalisation : Ingmar Bergman
- Scénario : Ingmar Bergman
- Costumes : Mago
- Pays d'origine :  Suède
- Durée : 79 minutes
- Dates de sortie :
  - Suède : 9 février 1963 (première à Stockholm) ; 11 février 1963 (sortie nationale)
  - France : 30 avril 1965

## Distribution
- Ingrid Thulin : Märta Lundberg, une institutrice athée qui aime un pasteur sans retour
- Gunnar Björnstrand : le pasteur Tomas Ericsson, qui a perdu la foi depuis la mort de sa femme adorée
- Max von Sydow : Jonas Persson, un pêcheur aux tendances suicidaires
- Gunnel Lindblom : Karin Persson, sa femme
- Allan Edwall : Algot Frövik, le sacristain
- Kolbjörn Knudsen : Knut Aronsson, le bedeau
- Olof Thunberg : Fredrik Blom, l'organiste
- Elsa Ebbesen : Magdalena Ledfors, une veuve
- Eddie Axberg : Johan Strand, un écolier
- Lars-Olof Andersson : le petit garçon
- Tor Borong : Johan Åkerblom, le propriétaire de la ferme